# Kanton Laon-1
Laon-1 is een kanton van het Franse departement Aisne. Het kanton maakt deel uit van het arrondissement Laon.
Het kanton Laon-1 werd gevormd ingevolge het decreet van 21 februari 2014, met uitwerking op 22 maart 2015, met Laon als hoofdplaats.

## Gemeenten
Het kanton omvatte bij zijn vorming 29 gemeenten. en een deel van Laon
Door de samenvoeging op 1 januari 2019 van 
- de gemeenten Anizy-le-Château, Faucoucourt en Lizy tot de fusiegemeente ("Commune nouvelle") Anizy-le-Grand en van
- de gemeenten Cessières en Suzy , tot de fusiegemeente ("Commune nouvelle") Cessières-Suzy,

bestaat het kanton sindsdien uit volgende 26 gemeenten ( en een deel van Laon): 
- Anizy-le-Grand
- Aulnois-sous-Laon
- Bassoles-Aulers
- Besny-et-Loizy
- Bourguignon-sous-Montbavin
- Brancourt-en-Laonnois
- Bucy-lès-Cerny
- Cerny-lès-Bucy
- Cessières-Suzy
- Chaillevois
- Chambry
- Clacy-et-Thierret
- Crépy
- Laniscourt
- Laon (deel)
- Merlieux-et-Fouquerolles
- Molinchart
- Mons-en-Laonnois
- Montbavin
- Pinon
- Prémontré¨
- Royaucourt-et-Chailvet
- Urcel
- Vaucelles-et-Beffecourt
- Vauxaillon
- Vivaise
- Wissignicourt